# فطومة (فلم 2018)
فطومة هو فيلم درامي تنزاني صدر عام 2018 من إخراج جوردان ريبر وشارك في إنتاجه المخرج بنفسه مع والديه جون ريبر ولويز ريبر، ومن بطولة بياتريس تايسامو، أيوب بومبوي وكاثرين كريدو. فيلمُ فطومة تكملةٌ للفيلمِ الروائيّ الطويل الأول قصصُ الصباح: تونو (بالسواحلية: Hadithi za Kumekucha:TUNU).
يتناولُ الفيلم حياة امرأةٍ ريفيّةٍ تعيشُ مع ابنتها حيث تواجه العديد من التحديات عندما يتدخل رجل في حياة ابنتها. صُوّر الفيلم في منطقة أروشا في تنزانيا، وقد تأثر الفيلمُ بالبرنامج الإذاعي كاميكوشا (بالسواحلية: Kumekucha) الذي بُثَّ في عامي 2016 و2017.
حاز الفيلم على إشادةٍ من النقاد كما فاز بالعديد من الجوائز في المهرجانات السينمائية الدولية، وحصلَ على أربع جوائز في الفئة الخاصة للأفلام السواحيلية في مهرجان زنجبار السينمائي الدولي عام 2018 حيثُ تُوّج بجائزة أفضل فيلم وأفضل ممثلة (كاثرين كريدو) وأفضل مخرج (جوردان ريبر) وأفضل تصوير سينمائي.

## طاقم التمثيل
- بياتريس تايسامو في دور فطومة
- أيوب بومبوي في دور مانيوسي
- كاثرين كريدو في دور نعمة